# Биринделли, Алессандро
Алесса́ндро Биринде́лли (итал. Alessandro Birindelli; род. 12 ноября 1974, Пиза, Тоскана) — итальянский футболист, защитник.

## Биография
С 1997 по 2008 годы выступал за «Ювентус», ранее выступал за клуб из низших лиг — «Эмполи». Первый матч в серии А провёл 31 августа 1997 года («Ювентус» — «Лечче» 2:0). За сборную Италии провёл 6 матчей, дебютировав 20 ноября 2002 года в матче Италия—Турция (1:1).
После завершения карьеры перешёл на тренерскую деятельность, став ассистентом своего соотечественника Дарио Бонетти, который является главным тренером сборной Замбии. В 2011 году был главным тренером клуба «Пистойезе». В 2012—2013 годах работал ассистентом главного тренера бухарестского «Динамо».

## Достижения
- Чемпион Италии (3): 1997/98, 2001/02, 2002/03
- Обладатель Суперкубка (2): 1997, 2002, 2003